# Mirjam Jacobson
Mirjam Rosa Cohen Bendiks-Jacobson (geb. als M. R. Jacobson am 14. Juli 1887 in Amsterdam – 8. Februar 1945 im KZ Bergen-Belsen) war eine niederländische Malerin und Zeichnerin.

## Leben

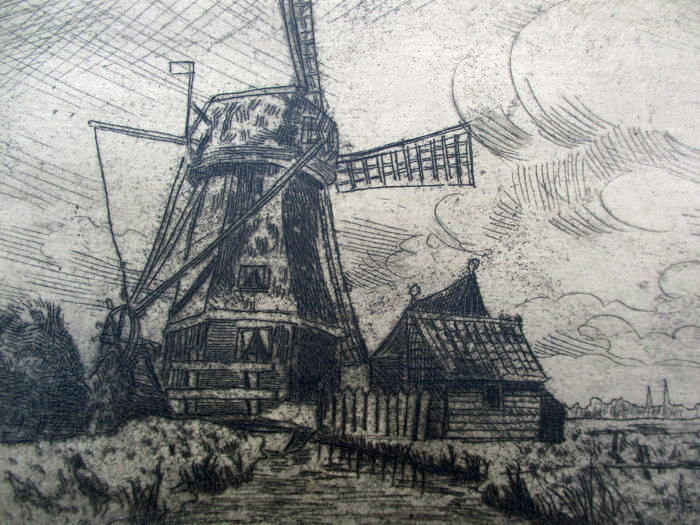
Molen in landschap, 1915

Jacobson wuchs als eines von mehreren Kindern von Betty Goldschmidt und Isaac Jacobson, einem Bankier, in einem begüterten jüdischen Elternhaus in Amsterdam auf. Sie besuchte zunächst die Rijksschool voor Kunstnijverheid (Nationale Kunstgewerbeschule). Unterrichtet wurde sie unter anderem von Hendrik Jan Wolter, Johannes Hendricus Jurres, Willem Retera und Willem Maris. Ab 1916 studierte sie an der Rijksakademie van beeldende kunsten, an der sie Kurse in Ästhetik und Kunstgeschichte belegte. Sie unterbrach ihr Studium, um nach Frankreich und Dänemark zu reisen, bevor sie 1919 in die Niederlande zurückkehrte. Im September 1924 legte sie erneut die Aufnahmeprüfung für die Studienzulassung an der Rijksakademie ab. 1931 schloss sie ihre Ausbildung ab.
1932 heiratete Jacobson den Kaufmann Izaäk Cohen Bendiks (1878–1945), der Gründer einer Kaffeehandelsfirma war. Sie lebten in Amsterdam. Mirjam Bendiks-Jacobson stellte regelmäßig ihre Werke aus, gab Zeichen- und Malunterricht und war in den 1930er Jahren für eine jüdische Wochenzeitung tätig.
Nachdem die deutschen Besatzer die Verfolgung, Deportation und Ermordung der Juden 1942 in den Niederlanden begonnen hatten, wurde das Paar von seinem Zuhause in der Vondelstraat 100 in das so genannte Durchgangslager Westerbork deportiert und von dort in das Konzentrationslager Bergen-Belsen, wo beide Anfang 1945 kurz nacheinander ermordet wurden. Zum Gedenken an Mirjam Jacobson wurde an der Rijksacademie ein Fonds eingerichtet.

## Werk

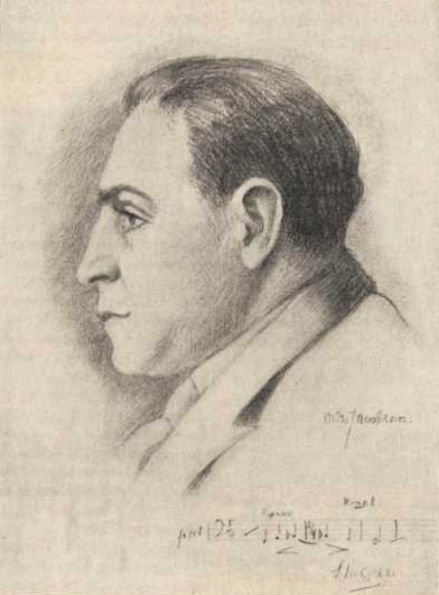
Porträt von Sim Gokkes, 1932

Jacobson zeichnete und malte (Blumen-)Stillleben, Figurendarstellungen und Porträts und fertigte Exlibris an. In den 1930er Jahren arbeitete sie für das jüdische Wochenblatt „De Vrijdagavond“ und zeichnete Porträts bekannter jüdischer Persönlichkeiten, darunter die Schauspielerin Esther de Boer-van Rijk (Mutter von Sophie de Vries-de Boer), Sim Gokkes, Juda Lion Palache, Elias van Praag und Abraham Icek Tuschinski.
1919 nahm sie an der von der „Maatschappij voor Beeldende Kunsten“ organisierten jährlichen Messe für Kunst und Handwerk „Jaarbeurs voor kunstnijverheid“ im Amsterdamer Stedelijk Museum teil und beteiligte sich 1939 an der Gemeinschaftsausstellung „Onze Kunst van Heden“ (Unsere Kunst von heute) im Rijksmuseum Amsterdam. Als Mitglied der Kunstenaarsvereniging Sint Lucas in Amsterdam stellte sie von 1932 bis 1940 regelmäßig auf Ausstellungen im Stedelijk Museum aus.